# 마리아 (예수의 어머니)
마리아(라틴어: Maria, 영어: Mary, mother of Jesus, 그리스어: Μαριάμ, 히브리어: מִרְיָם Miriam, 아랍어: مَريَمْ, 아람어: مريم Maryām, 기원전 18년경 ~ 서기 41년경)는 신약성경에서 예수의 어머니로 등장하는 갈릴래아의 나자렛 출신 유대인 여성이다. 그리스도교에서는 그의 아들 예수가 그리스도(메시아)이며, 강생한 성자라고 믿는다. 천주교나 정교회에서는 ‘성모(聖母) 마리아’ 또는 ‘복되신 동정(童貞) 마리아’, ‘동정녀(童貞女) 마리아’라고 호칭한다. 이슬람교에서도 마리아는 주요 인물로서, 꾸란의 한 장에 마리아에 대해 기록하였다.
신약성경의 마태오 복음서와 루가 복음서에서 마리아를 '동정녀'(그리스어: παρθένος, 파르테노스)라고 부르고 있다. 전통적으로 그리스도인들은 그녀가 성령으로 인하여 처녀 상태에서 예수를 잉태하였다고 믿고 있다. 이슬람교도들도 마리아가 하느님의 명령에 따라 처녀의 몸으로 수태하였다고 믿고 있다. 이 일은 약혼자였던 요셉과 혼인을 앞둔 와중에 일어났다. 마리아는 요셉과 혼인한 후에 그를 따라 베들레헴으로 가서 그곳에서 예수를 낳았다.
루가 복음서에서 마리아가 처음으로 등장하는 장면은, 천사 가브리엘이 마리아 앞에 나타나 그녀가 예수의 어머니가 될 몸으로서 하느님이 성별했음을 알리는 장면에서 등장한다. 복음서를 보면, 마리아는 예수가 십자가에 못 박혀 죽었을 때 함께 있었으며, 예루살렘 초기 기독교 공동체 일원으로 묘사하고 있다. 초대 교회 때부터 내려온 전승에 의하면, 마리아는 지상에서 생애를 마친 후에 육신과 영혼이 모두 예수에 의해 천국으로 들어 올림을 받았다고 한다.
마리아는 초기 기독교의 이단 영지주의의 가현설을 이단 주장으로 정의하는 중요한 근거가 되는 인물이며, 인성과 신성을 지닌 그리스도에 대한 교리를 형성하는 근거이다. 그리스도에 대한 신학 이론에서 중요하게 다루는 인물이다. 기독교 교파들 가운데 천주교와 동방 정교회, 오리엔트 정교회, 콥트교회, 시리아 정교회, 성공회, 루터교 등에서는 마리아를 성자인 예수의 어머니라는 의미로 테오토코스라고 부르고 있다. 주요 기독교 전통들에서는 마리아에 대한 다양한 신심들이 존재하는데, 특히 천주교에서는 마리아와 관련해서 4대 교의를 믿고 있다. 즉 마리아는 하느님의 어머니이며, 원죄 없이 잉태되었으며(원죄 없는 잉태), 평생 동정녀이고(마리아의 평생 동정), 지상에서의 생애를 마친 후에는 육신과 영혼이 함께 천국으로 들어올림을 받았다는 것이다(성모 승천). 서방교회의 일원으로서 가톨릭적 전통이 남아있는 성공회에도 성모 마리아 신심의 전통과 문화가 상당 부분 계승되어왔으며, 루터교 역시 마리아와 연관된 전통적인 축일 중 세 날(수태고지, 성모 방문, 주님의 어머니 마리아 영면)이 기념일로 남아있는 등 성모 마리아 공경 전통이 최소한으로나마 남아있지만, 이들 외에 개신교 전반은 성모 마리아는 예수의 어머니일 뿐 그에 대한 신학적 비중이 매우 적거나 없다.

## 이름
마리아(Maria)라는 이름은 코이네 그리스어 '마리암'(Μαριάμ)의 축약형인 '마리아'(Μαρία)에서 유래하였다. 마리아가 실제로 사용했던 언어인 아람어로는 '마리얌'(ܡܪܝܡ) 또는 '마리암'이다. 그리스어로 기록된 초기 신약성경에는 마리아의 이름을 Μαρία와 Μαριάμ 둘 다 표기하였다.
기독교에서 마리아는 보편교회 시절 영지주의 이단과 구분하는 '테오토코스', 즉 신성을 지닌 예수를 출산했다는 의미로 칭하였다. 흔히 ‘동정녀’라고 부른다. 그 이유는 마리아가 남자와의 어떠한 관계도 맺지 않은 상태에서 성령으로 인하여 기적적으로 예수를 잉태했다고 믿기 때문이다. 동정녀라는 호칭 외에도 서방 교회 전반에서는 흔히 '성모 마리아'라 칭하며, 천주교에서는‘복되신 동정 마리아’, ‘하느님의 어머니’(천주의 성모) 등의 호칭으로 부르며, 동방교회에서는 여전히 '테오토코스' 호칭으로 부른다.

### 이슬람

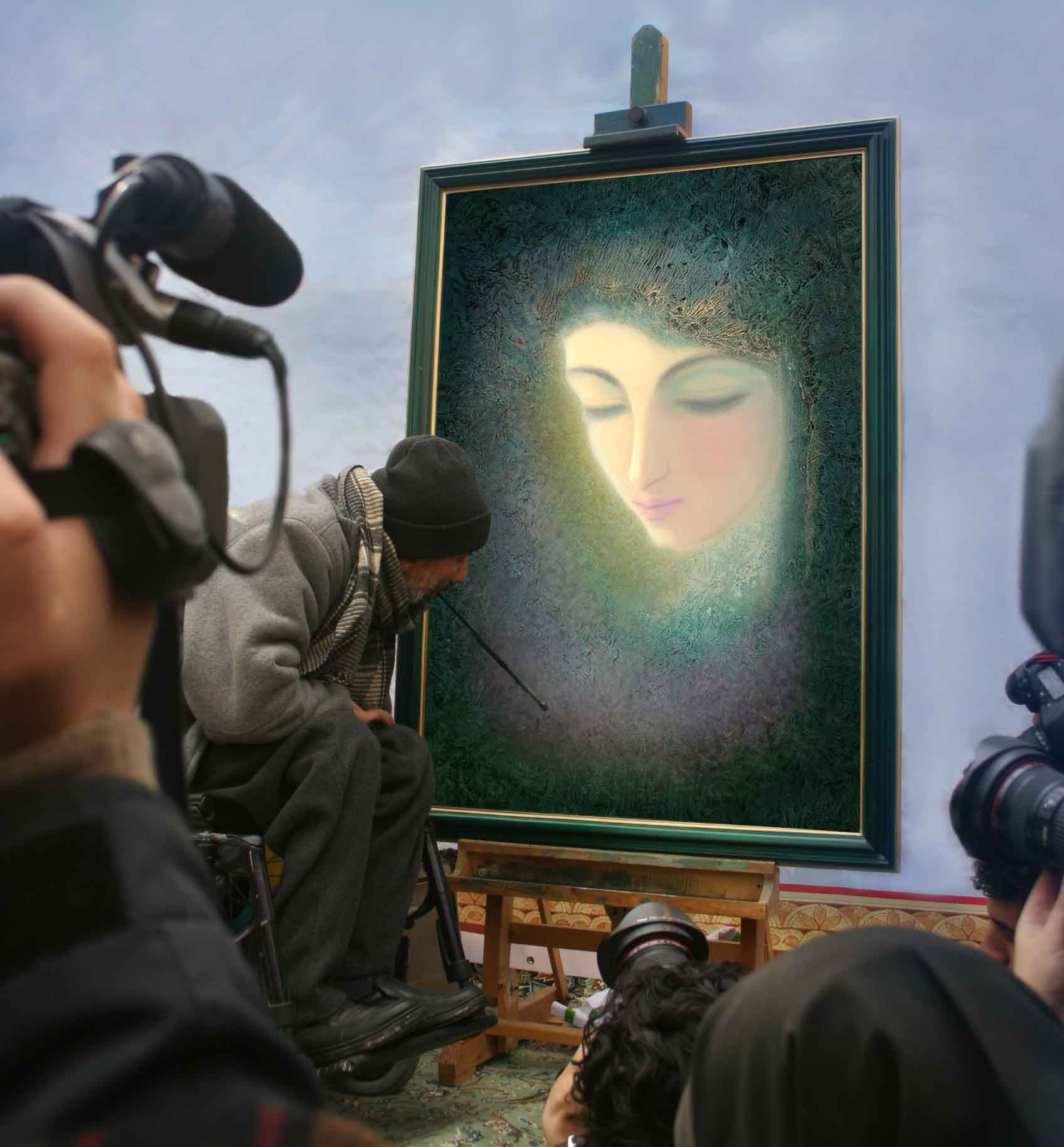
무슬림 화가 호세인 누리가 그린 성모 마리아

이슬람에서 마리아는 아랍어로 마리암(مريم, Maryam)이라 불리며, 이사(عيسى بن مريم, ʿĪsā ibn Maryām, ‘마리아의 아들 예수’)의 어머니이다. 그녀는 종종 “사이이다투나(Sayyidatuna)”라는 경칭으로 불리는데, 이는 “우리의 부인”이라는 뜻으로, 예언자들을 부르는 “사이이다누나(Sayyiduna)” 즉 “우리의 주님”과 대칭되는 표현이다. 또 다른 애칭으로는 “시디카(Siddiqah)”가 있는데, 이는 “진리를 확인하는 자” 혹은 “진심으로 완전히 믿는 자”라는 뜻이다. 마리아에 대한 또 다른 칭호는 “카니타(Qānitah)”로, 이는 하나님께 끊임없이 순종하며 기도와 간구에 몰두하는 상태를 의미한다. 그녀는 또한 “타히라(Tahira)”라고 불리는데, 이는 “정화된 자”라는 뜻이며, 사탄에게 단 한 번도 손대지 않은 창조물 중 두 명 중 하나임을 나타낸다. 다른 한 명은 예수이다. 꾸란에서는 그녀를 “임란의 딸”이자 “아론의 자매”로 묘사하는데, 이는 히브리 성경의 미리암을 암시한다. 그러나 “아론의 자매”라는 칭호는 비유적인 표현으로, 이는 아랍어에서 흔한 수사법이다. 이는 이슬람 예언자 무함마드가 마리아가 실제로 미리암의 이름을 따랐다고 설명한 하디스에 의해 확인된다.

## 고대 문헌 속의 삶

### 신약성서
정경 복음서와 사도행전은 마리아에 관한 역사적 정보의 주요 출처이다. 이들은 거의 동시대의 자료로, 공관복음서와 사도행전은 대체로 서기 66년에서 90년 사이에 쓰여진 것으로 간주되며, 요한복음은 서기 90년에서 110년 사이에 기록되었다. 이 문헌들은 주로 예수와 그의 사도들의 가르침에 초점을 맞추고 있어 마리아에 관한 정보는 제한적이다. 복음서와 사도행전의 역사적 신뢰성에 대해서는 논쟁이 있는데, 초기 기독교 문헌에서 역사적 사실과 전설적인 이야기가 혼합되는 것이 일반적이었기 때문이다.
마리아에 관한 신약성서에서 가장 초기 기록은 복음서보다 먼저 쓰인 갈라디아서에 있다. 여기서 그녀는 “한 여자”로만 언급되며 이름이 나오지 않는다: “때가 차매 하나님이 자기 아들을 보내셨으니 그가 여자에게서 나셨고 율법 아래에 나셨다” (갈라디아서 4:4).
마리아는 정경 복음서와 사도행전에서 여러 차례 언급된다:
- 누가복음에서 마리아가 가장 자주 언급되며, 이름으로 열두 번 등장하는데 모두 유아기 이야기 부분(누가복음 1:27–2:34)에 해당한다.[15]
- 마태복음에서는 다섯 번 이름이 나오며, 그중 네 번(1:16, 18, 20; 2:11)은 유아기 이야기에서, 한 번(마태복음 13:55)은 유아기 이야기가 아닌 부분에서 언급된다.[16]
- 마가복음에서는 한 번 이름이 나오고(마가복음 6:3),[17] 한 번은 예수의 어머니를 이름 없이 언급한다(마가복음 3:31–32).[18]
- 요한복음에서는 예수의 어머니가 두 번 등장하지만 이름은 한 번도 나오지 않는다. 첫 번째는 가나의 혼인잔치(요한복음 2:1–12)이고,[19] 두 번째는 마리아 막달레나, 클로파의 마리아(또는 클레오파스), 그리고 자신의 자매(클로파의 마리아와 같은 인물일 가능성이 있으며, 문장 구조상 모호함)와 함께 예수의 십자가 옆에 서 있는 장면이다. 여기서도 ‘예수께서 사랑하신 제자’가 함께 있다(요한복음 19:25–26).[20] 요한복음 2:1–12[19]는 예수가 성인으로서 마리아와 대화하는 유일한 정경 복음서 본문이다. 예수는 마리아를 ‘어머니’라고 부르지 않고 ‘여인’이라고 부른다. 당시 신약성서의 공용어였던 코이네 그리스어에서 ‘여인’이라고 부르는 것은 무례한 표현이 아니었고, 오히려 애정 어린 표현일 수 있었다[21]. 이에 따라 일부 성경 번역본에서는 이를 ‘사랑하는 여인’으로 번역하기도 한다.[22]
- 사도행전에서는 마리아와 예수의 형제들이 예수 승천 후 상층방에 모인 열한 사도들과 함께 언급된다(사도행전 1:14).[23]

#### 가계

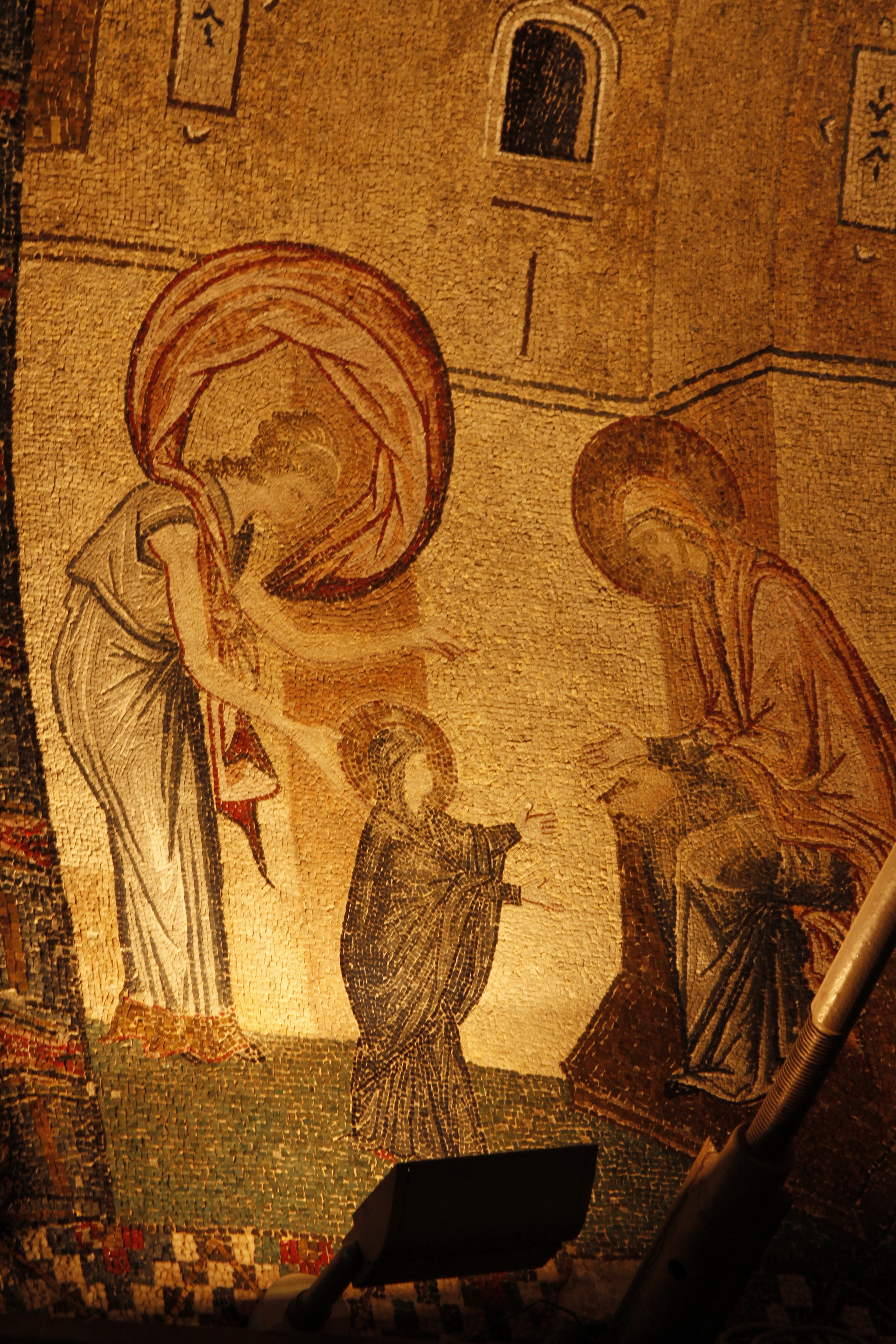
처녀의 첫 일곱 걸음, 12세기 코라 교회 모자이크

신약성서는 마리아의 초기 역사에 대해 거의 언급하지 않는다. 마태복음은 예수의 족보를 아버지 계통, 즉 요셉의 부계로만 제시하며, 마리아는 단지 요셉의 아내로만 언급된다. 요한복음 19장 25절에서는 마리아에게 자매가 있다고 기록되어 있으나, 이 자매가 클로파의 마리아와 동일인인지 아니면 이름이 밝혀지지 않은 다른 인물인지 의미가 불분명하다. 예로니모는 클로파의 마리아를 예수의 어머니 마리아의 자매로 식별했다. 2세기 초 역사가 헤게시푸스에 따르면, 클로파의 마리아는 아마도 마리아의 시누이였을 것으로 보며, 클로파(클레오파스)가 요셉의 형제로 이해되었다.
누가복음의 저자에 따르면, 마리아는 제사장 아비야의 반열에 속한 제사장 스가랴의 아내 엘리사벳과 친척 관계였다. 엘리사벳은 아론의 혈통, 즉 레위 지파에 속한다. 엘리사벳과의 관계가 모계 쪽이라고 믿는 일부 학자들은, 마리아도 요셉처럼 다윗 왕가의 혈통, 즉 유다 지파 출신이라고 본다. 누가복음 3장에서 나탄을 통해 제시된 예수의 족보는 사실 마리아의 족보이며, 마태복음 1장에서 솔로몬을 통해 제시된 족보는 요셉의 족보라는 해석이다. (아론의 아내 엘리셉바가 유다 지파 출신이므로, 그들의 모든 후손은 레위와 유다 양쪽 혈통을 갖는다.)

#### 수태고지
마리아는 갈릴리 나사렛에 있는 “자신의 집”에 거주하고 있었으며, 아마도 부모와 함께 있었을 가능성이 있다. 당시 유대 결혼의 첫 단계인 약혼 기간이었다. 유대인 소녀들은 보통 12세 6개월에 혼인 적령기로 여겨졌으나, 실제 신부의 나이는 상황에 따라 달랐다. 결혼 전에 약혼 기간이 있었으며, 약혼 후 신부는 법적으로 신랑의 소유가 되었지만 결혼식이 치러지는 약 1년 후까지는 신랑과 함께 살지 않았다.
천사 가브리엘은 마리아에게 성령으로 잉태하여 약속된 메시야의 어머니가 될 것임을 알렸다. 처음에는 놀라움을 표했으나, 마리아는 “나는 주님의 여종입니다. 말씀하신 대로 내게 이루어지소서”라고 응답했다. 요셉은 조용히 이혼하려 했으나, 꿈속에서 “주의 천사”가 나타나 그녀의 잉태가 성령에 의한 것임을 알려주었고, 그녀를 아내로 맞이하라는 말을 들었다. 이에 요셉은 주저하지 않고 그녀를 아내로 맞아 결혼 의식을 공식적으로 마무리했다.
천사 가브리엘이 마리아에게 불임이었던 엘리사벳이 기적적으로 잉태했다는 소식을 전했기에, 마리아는 유다 지방의 한 도시인 “언덕 지역”에 남편 스가랴와 함께 살고 있는 엘리사벳을 만나러 급히 갔다. 마리아가 집에 도착해 인사하자 엘리사벳은 마리아를 “나의 주님의 어머니”라고 불렀고, 마리아는 라틴어 첫 단어를 따서 ‘마니피캇’(Magnificat)으로 불리는 찬양의 말을 전했다. 약 3개월 후 마리아는 자신의 집으로 돌아갔다.

## 사료

### 신약성경

#### 가족과 어린 시절

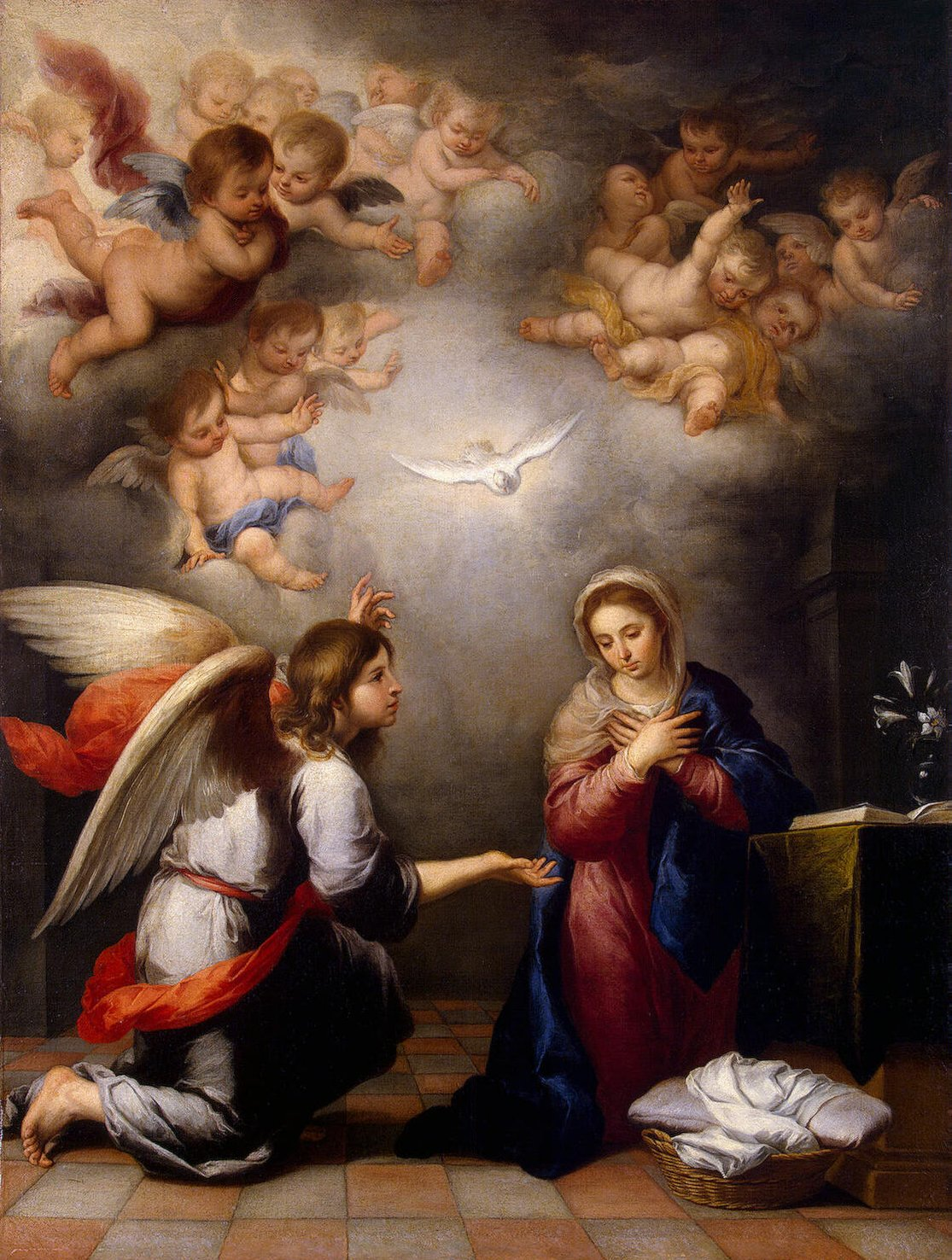
바르톨로메 에스테반 무리요의 성모 영보.

신약성경은 마리아의 개인적인 삶에 대해 짧게 언급하고 있다. 2세기 문헌인 야고보 복음서에서는 마리아의 부모에 대해 언급하는데, 아버지의 이름은 요아킴이고 어머니의 이름은 안나이다. 요한 복음서 19장 25절에는 마리아가 자신과 마찬가지로 마리아라는 이름을 가진 자매가 있었던 것으로 나오는데, 2세기 역사학자 헤제시포에 따르면, 요셉의 형제 클로파스와 동서지간이라고 한다.
루가 복음서에 의하면, 마리아는 아비야 조에 속한 사제 즈카르야의 아내이자 아론의 자손인 레위 지파에 속한 엘리사벳의 사촌이라고 한다. 신학자들은 마리아가 엘리사벳과 친척 관계라는 점에 주목하여, 마리아 역시 남편 요셉과 마찬가지로 다윗 가문의 후손이라는데 대체로 의견을 같이 한다. 그들은 마태오 복음서 1장에 기술된 예수의 족보는 요셉의 족보이며, 루가 복음서 3장에 나오는 예수의 족보는 사실상 마리아의 족보라고 보고 있다. 두 복음서는 다윗 대까지 이름이 동일하나, 그 다음부터는 이름이 서로 틀리다. 마태오 복음서 1장의 족보는 다윗 다음에 솔로몬으로 시작하는 데 반해, 루카 복음서 3장의 족보는 다윗과 밧 세바의 셋째 아들인 나탄으로 시작한다(아론의 아내 엘리세바는 유다 지파 사람이다. 따라서 두 사람의 후손은 레위 지파인 동시에 유다 지파인 셈이다).

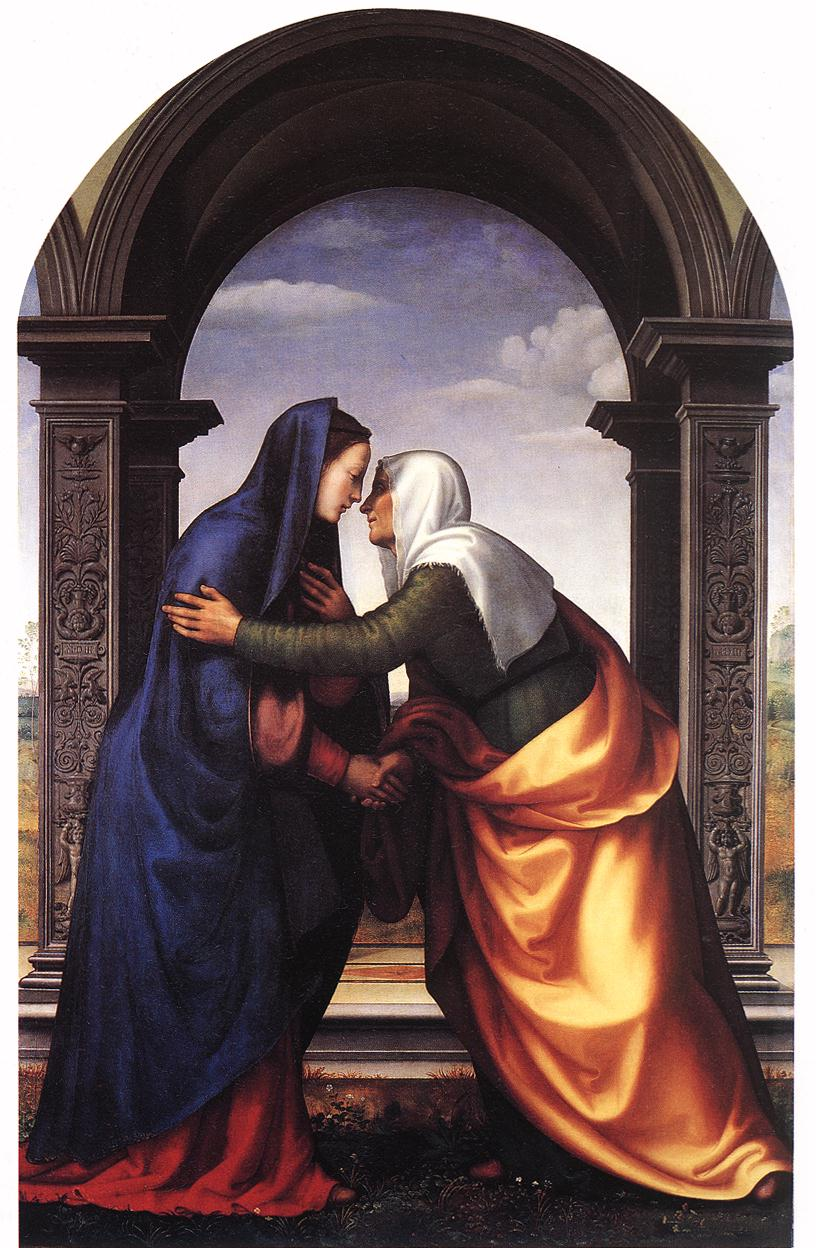
마리오토 알베르티넬리의 마리아의 엘리사벳 방문. 왼쪽 여인이 마리아이다.

마리아는 갈릴래아의 나자렛에 있는 자기 집에서 약혼자 요셉과의 혼인을 준비하며 지내던 중에 천사 가브리엘의 방문을 맞게 되었다(성모 영보). 가브리엘은 마리아를 “은총이 가득한 이”라고 부르며 인사한 다음 그녀가 성령을 통하여 메시아로 약속받은 한 사내아이를 잉태하여 그의 어머니가 될 것이라고 알려 주었다. 이에 마리아는 “저는 주님의 종입니다. 말씀하신 대로 저에게 이루어지기를 바랍니다.”라고 말하며 순전히 자유의지로 하느님의 뜻에 전적으로 순명하겠다고 대답하였다. 그러자 가브리엘은 마리아에게서 떠나갔다. 몇달 후, 요셉이 마리아의 임신 사실을 알고 남몰래 그녀와 파혼하기로 작정하였다. 그 때, 그의 꿈에 천사가 나타나서 마리아의 임신은 성령으로 말미암은 것이니 두려워하지 말고, 그녀를 아내로 맞이하라고 지시하였다. 잠에서 깨어난 요셉은 천사가 명령한 대로 마리아를 아내로 맞아들였다. 그러나 마리아와 잠자리를 같이하지는 않았다.
천사가 다녀간 후, 마리아는 서둘러 유다 산악 지방에 있는 한 고을에서 남편 즈카르야와 함께 사는 사촌 엘리사벳의 집을 방문하였다. 엘리사벳은 오랫동안 임신하지 못하였다가, 역시 천사 가브리엘의 예고대로 기적적으로 임신하였다. 마리아의 인사말을 듣고 엘리사벳은 성령으로 가득 차 그녀에게 “당신은 여인들 가운데에서 가장 복되시며 당신 태중의 아기도 복되십니다. 내 주님의 어머니께서 저에게 오시다니 어찌 된 일입니까? 보십시오, 당신의 인사말 소리가 제 귀에 들리자 저의 태 안에서 아기가 즐거워 뛰놀았습니다. 행복하십니다, 주님께서 하신 말씀이 이루어지리라고 믿으신 분!”이라고 큰 소리로 외쳤다. 그러자 마리아는 하느님을 찬양하는 노래를 불렀는데, 이 노래가 바로 마니피캇(Magnificat)이다. 마니피캇이라는 제목은 마리아의 노래 첫 구절을 라틴어로 번역한 말이다. 마리아는 석 달가량 엘리사벳과 함께 지내다가 자기 집으로 돌아갔다.

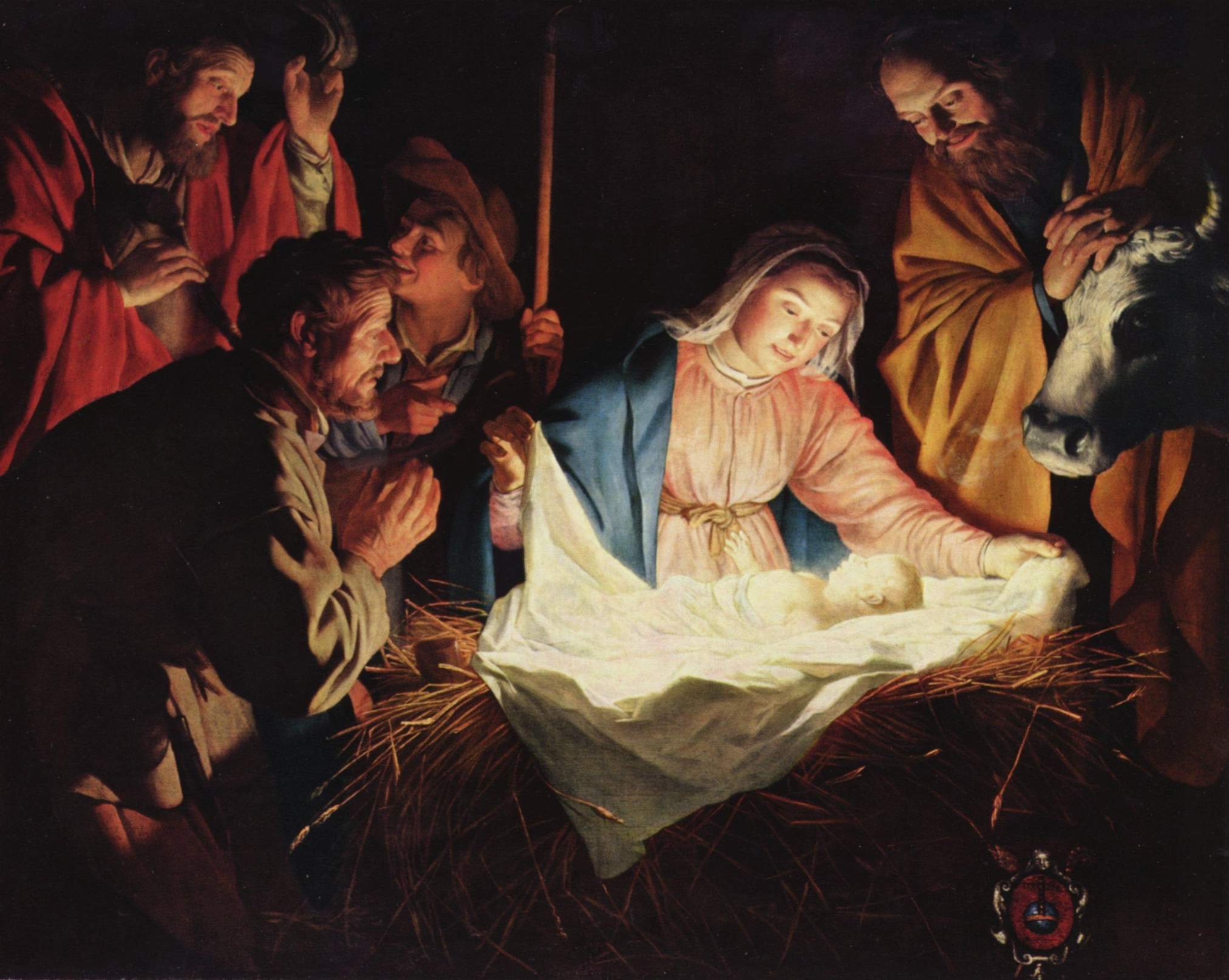
헤라드 반 혼토르스트의 목자들의 경배.

루카 복음서에 의하면, 로마 황제 아우구스투스에게서 칙령이 내려져 로마 제국의 모든 신민이 호적 등록을 하게 되었다. 그래서 요셉도 갈릴래아 지방의 나자렛을 떠나 자기 고향인 유다 지방의 베들레헴으로 갔다. 마리아도 요셉과 함께 베들레헴으로 가서, 그곳에서 사내아기를 낳았다. 그러나 마리아와 요셉은 숙박할 여관을 찾지 못했기 때문에 마굿간을 해산 장소로 이용하였다. 루카 복음서에서는 예수가 태어난 날 밤에 들판에서 자기 양 떼를 지키는 목자들에게 천사가 나타나서 베들레헴의 구유에서 메시아가 태어났다는 소식을 알려 주었다고 언급한다. 그러자 목자들은 서둘러 가서 마리아와 요셉과 구유에 누운 아기를 찾아내고, 천사가 자기들에게 전한 말을 알려 주었다. 그리고 하느님을 찬양하고 찬미하며 돌아갔다고 한다. 마태오 복음서에서는 별을 연구하다가 예언대로 메시아가 베들레헴에서 태어났다는 것을 알게 된 동방박사들이 먼 길을 찾아와서 어머니 마리아와 함께 있는 아기를 보고 땅에 엎드려 경배한 다음에 가지고 온 보물 상자를 열고 아기에게 황금과 유향과 몰약을 예물로 바쳤다고 언급한다. 그로부터 8일 후에 유대 율법에 따라 사내아기는 할례를 받고 ‘예수’라는 이름을 받았다. 그 이름은 천사가 마리아와 요셉에게 일러 준 이름으로서, ‘하느님이 살리신다’는 뜻인데, 유대교 문화권에서 흔히 쓰이던 사람의 이름이다.

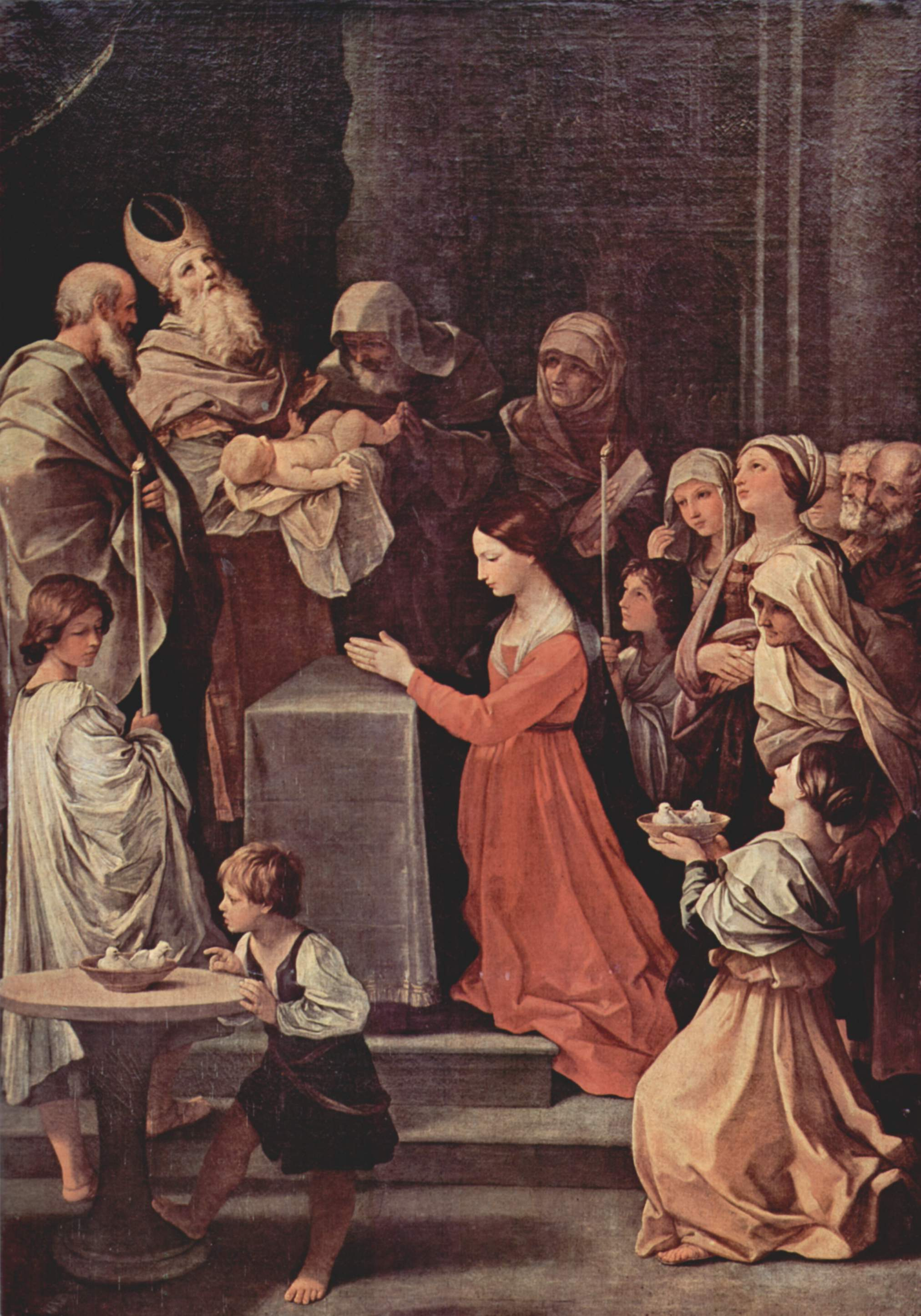
귀도 레니의 성전에 봉헌된 예수.

유대인들은 여자가 아기를 배어 사내아이를 낳았을 경우, 몸이 피로 더렵혀져 이레 동안 부정하다고 보았다. 아마도 마리아 역시 율법을 준수하여 30일 동안 집 안에만 머물러 있어야 했을 것으로 추정된다. 30일이 지난 후에는 아들 예수를 위한 번제물로 1년 된 어린양 한 마리와 속죄 제물로 바칠 집비둘기나 산비둘기 한 마리를 만남의 천막 어귀로 가져와서 사제에게 주었을 것이며, 사제는 마리아를 위하여 제물을 봉헌하며 정결례를 거행했을 것이다. 만약 양 한 마리를 바치지 못했을 경우, 산비둘기 두 마리나 집비둘기 두 마리를 가져다가, 한 마리는 번제물로, 한 마리는 속죄 제물로 바쳤을 것으로 추정된다. 또한, 마리아와 요셉은 아기 예수를 예루살렘으로 데리고 올라가 성전에 봉헌하였다. 모세의 율법에 “태를 열고 나온 사내아이는 모두 주님께 봉헌해야 한다.”고 기록되어 있기 때문이다. 그 때, 시메온은 아기 예수를 두 팔에 받아 안고 하느님을 찬미하고 나서 마리아에게 “보십시오. 이 아기는 이스라엘에서 많은 사람을 쓰러지게도 하고, 일어나게도 하며, 또 반대를 받는 표징이 되도록 정해졌습니다. 그리하여 당신의 영혼이 칼에 꿰찔리는 가운데, 많은 사람의 마음속 생각이 드러날 것입니다.”라고 예언하였다. 더불어 한나도 같은 시간에 하느님에게 감사의 기도를 바치며, 예루살렘의 속량을 기다리는 모든 사람에게 아기 예수에 대하여 이야기하였다고 한다. 시메온과 한나의 예언을 들은 후, 마리아와 요셉은 갈릴래아에 있는 고향 나자렛으로 돌아갔다.

#### 예수의 생애에서의 마리아

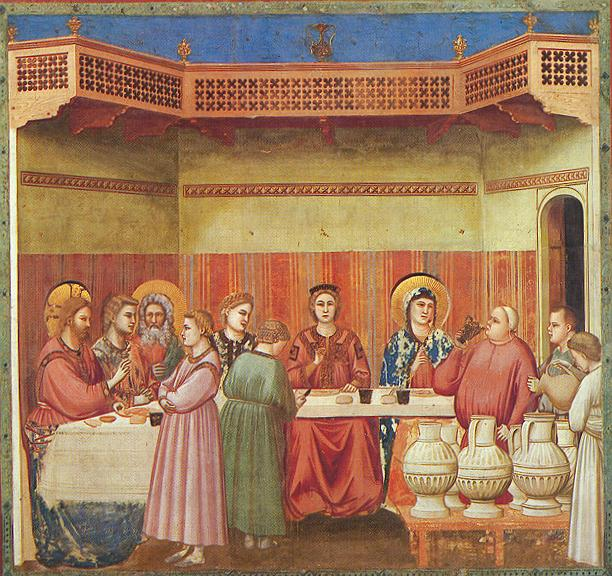
조토의 카나의 혼인잔치.

마리아는 신약성경에서 예수의 소년 시절에 대한 유일한 기록에서도 등장한다. 예수가 12세가 되던 해에 마리아와 요셉은 그를 데리고 파스카 축제를 지내러 예루살렘으로 갔다. 그런데 축제 기간이 끝나고 돌아갈 때에 소년 예수는 예루살렘에 그대로 남았다. 마리아와 요셉은 그것도 모르고, 일행 가운데에 있으려니 여기며 하룻길을 갔다. 그런 다음에야 친척들과 친지들 사이에서 찾아보았지만, 찾아내지 못하였다. 그래서 예루살렘으로 돌아가 그를 찾아다녔다. 사흘 뒤에야 성전에서 그를 찾아냈는데, 그는 율법 교사들 가운데에 앉아 그들의 말을 듣기도 하고 그들에게 묻기도 하고 있었다. 율법 교사들은 예수의 슬기로운 답변을 듣고 모두 놀라워하였다. 놀란 마리아가 예수에게 가서 “얘야, 우리에게 왜 이렇게 하였느냐? 네 아버지와 내가 너를 애타게 찾았단다.” 하자, 그가 마리아와 요셉에게 말하였다. “왜 저를 찾으셨습니까? 저는 제 아버지의 집에 있어야 하는 줄을 모르셨습니까?” 예수가 세례자 요한으로부터 요르단강에서 세례를 받고 광야에서 악마의 유혹을 물리친 후, 마리아는 그와 함께 카나에서 열린 혼인 잔치에 참석하였다. 그런데 포도주가 떨어지자 마리아는 예수에게 포도주가 떨어졌음을 알렸다. 예수가 “여인이시여, 아직 저의 때가 오지 않았습니다.”라고 말했지만, 마리아는 일꾼들에게 “무엇이든지 그가 시키는 대로 하여라.”라고 일러 주면서 예수의 처분에 온전히 맡겼다. 결국 예수는 “물독에 물을 채워라.”고 지시한 다음 그것을 포도주로 변화시켰다. 이렇게 예수는 첫 번째 기적을 행하였는데, 그 자리에는 마리아가 함께 있었다. 그 뒤에 마리아는 예수의 형제들이라고 불린 야고보, 요셉, 시몬, 유다 그리고 이름이 알려져 있지 않은 자매들을 대동하고 군중을 상대로 설교하고 있는 예수를 찾아갔다. 교부 예로니모에 의하면, 여기서 ‘형제’와 자매라고 번역된 말은 실제로는 사촌을 가리키는 말이라고 한다.

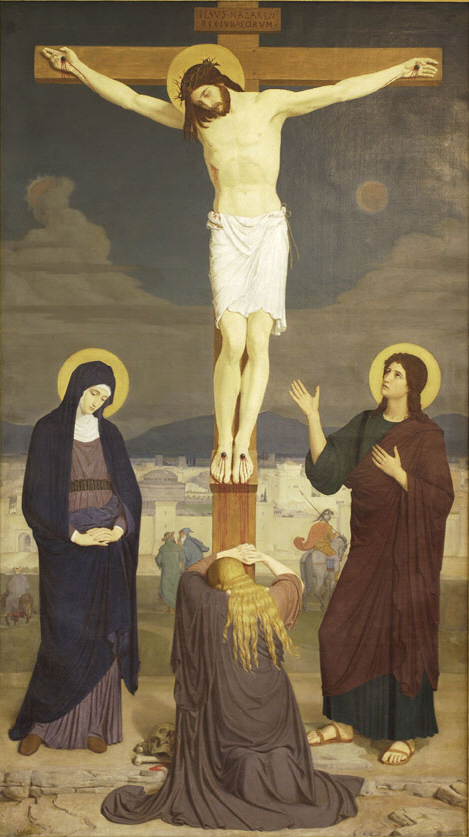
가브리엘 뷔거의 십자가 길의 성모.

어머니와 형제들이 스승님을 뵈러 왔다는 군중의 말에 대한 예수의 대답에 대해 각 복음서는 어법의 차이를 보인다. 루카 복음서는 “내 어머니와 내 형제들은 하느님의 말씀을 듣고 실행하는 이 사람들이다.”라고 기록했고, 마태오 복음서와 마르코 복음서에는 “누가 내 어머니고 누가 내 형제들이냐?”라는 표현이 더 나와 있다. 그리스 태생인 루카는 철저한 남성 중심, 제자 중심에서 벗어난 사고방식을 가지고 있었기에 직접적 표현을 쓰지 않았다. 반면 마태오 복음서와 마르코 복음서는 “누가 내 어머니냐?”라는 반문을 뒤에 씀으로써 하느님의 말씀을 따르는 것의 중요성을 강조했다. 이 구절을 예수가 자신의 가족들을 거절하는 것으로 해석하는 이들이 있는 반면, 마리아가 자신을 낳은 어머니일 뿐 아니라, 어머니야말로 하느님의 뜻을 행한 사람으로서 “내 어머니다.”라고 하는 것을 예수가 반어법으로 말한 것으로 해석하는 이들도 있다.
마리아는 또한 예수가 수난을 받고 십자가에 못박힐 때, 요한 복음서에서 예수가 사랑하는 제자라고 표현된 사도 요한과 클로파스의 아내 마리아, 마리아 막달레나 등의 여인들과 함께 있었던 것으로 보인다. 마태오 복음서에서는 여기에 더해 제베대오 아들들의 어머니를, 마르코 복음서에서는 살로메라는 여인을 추가하였다. 십자가에 못박힌 예수는 마리아와 요한을 보고, 마리아에게 말하였다. “여인이시여, 이 사람이 어머니의 아들입니다.” 이어서 예수는 요한에게 “이분이 네 어머니시다.”라고 말하며 마리아를 부탁하였다. 그때부터 요한이 마리아를 곁에서 모셨다고 한다. 십자가에 못박힌 예수 아래 서 있는 마리아의 장면을 가리켜 라틴어로 스타바트 마테르(Stabat Mater)라고 표현한다. 정확한 뜻은 ‘어머니께서 서 계셨다’는 뜻으로, 통상 ‘슬픔의 성모’나 ‘성모 애상’, ‘십자가 길의 성모’ 등으로 번역한다. 그리고 복음서에는 언급되어 있지 않지만, 십자가에서 내려진 예수의 시신을 부둥켜 안은 마리아의 모습을 미술학계에서는 피에타라고 부르며 미술 주재로 다루고 있다.

#### 예수의 승천 이후
예수의 승천 이후 11명의 사도가 올리브 산에서 돌아와서 성령 강림을 준비하며 예루살렘에 있는 다락망에 머물러 있을 때, 그들과 함께 머물렀던 사람들 중에 유일하게 이름이 거명된 사람이 마리아이다. 일부에서는 요한의 둘째 서간 1장 1절에서 언급된 ‘선택받은 여인’이 마리아일 것이라고 추측하고 있다. 이 때부터 마리아는 신약성경에 다시는 등장하거나 언급되지 않는다. 하지만 로마 가톨릭교회에서는 요한 묵시록 12장 1절에 등장하는 묵시록의 여인이 마리아를 묘사한 것이라고 주장하고 있다.
마리아의 죽음은 성경에 기록되어 있지 않다. 하지만 천주교회와 동방 정교회의 전승과 교리에서는 그녀가 생애를 마친 후에 천국으로 들어올림을 받았다고 한다. 마리아의 육신이 천국으로 올라갔다는 믿음은 동방 기독교와 서방 기독교의 구분 없이 비단 천주교회 뿐만 아니라, 동방 정교회와 콥트교회 그리고 성공회의 일부 공동체 등이 간직하고 있다.

### 초기 기독교 사료와 전승

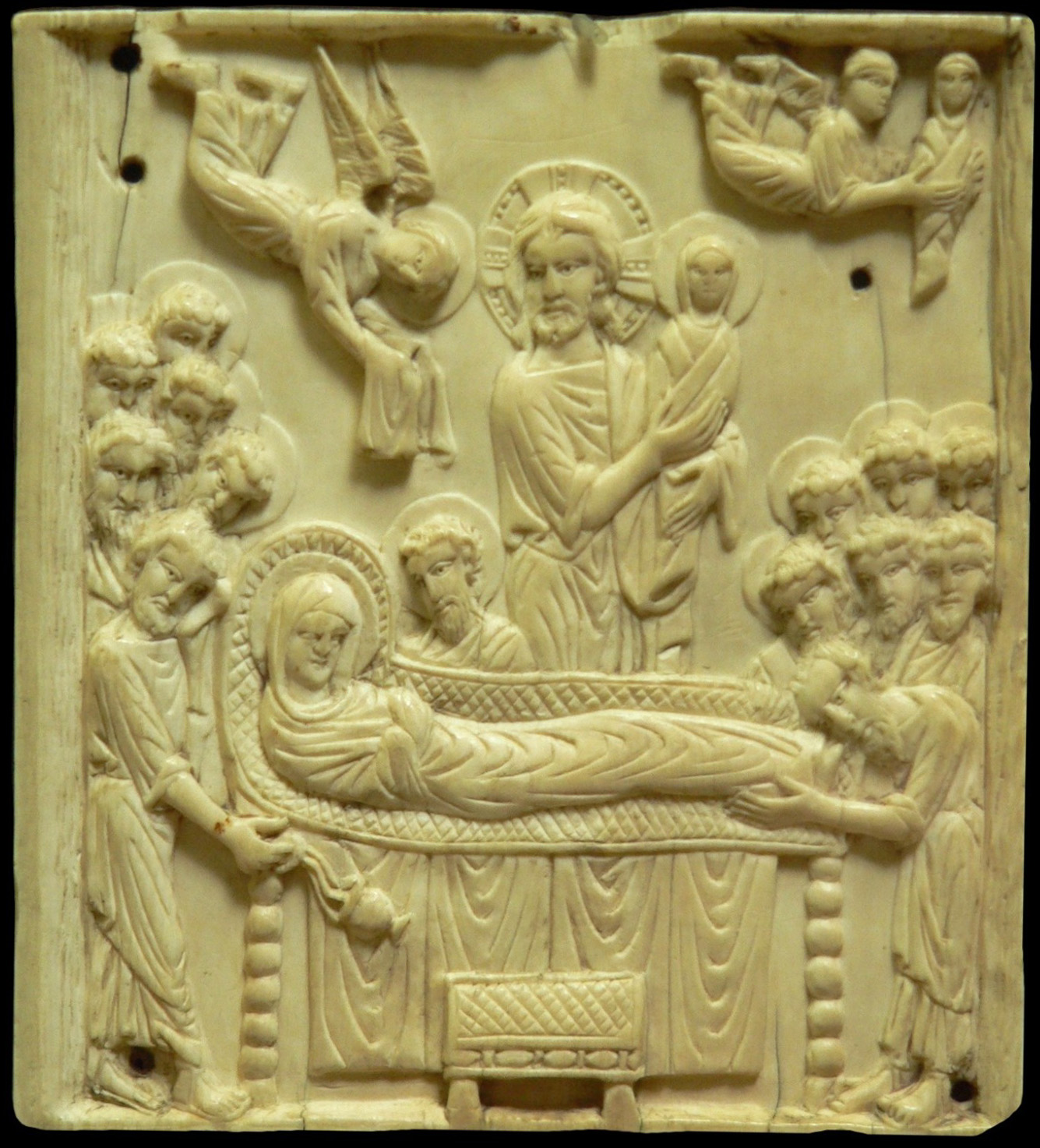
클뤼니 국립 중세 미술관에 소장된 10세기 말-11세기 초의 성모 안식 상아판.

위경에 속한 야고보 복음서에 따르면, 마리아는 요아킴과 안나 사이에서 태어난 딸이다. 안나는 마리아를 임신하기 전까지는 상당히 오랫동안 아기를 갖지 못했다. 구약성경에서 한나가 아들 사무엘을 성전으로 데려간 것과 같이 요아킴과 안나도 마리아가 3세가 되었을 때 예루살렘에 있는 성전으로 데려가 처녀로서 봉사하는 일에 바쳤다. 일부 위경에서는 요셉과 마리아가 혼인할 당시 요셉의 나이는 30세였고, 마리아는 12-14세 가량이었다는 기록이 있지만, 확실하지 않다.
일부 기독교인들은 마리아가 원죄를 지닌 채 잉태되어 태어나지 않았기 때문에 죄로부터 자유로웠으며, 따라서 절대로 죽음을 겪지 않았다고 주장한다. 원죄로 인한 결과 중의 하나가 죽음인데, 마리아는 원죄 없이 잉태되었으므로 자연스레 원죄의 결과는 죽음을 맞이할 수 없다는 것이 그 이유였다. 그러한 연유로 하느님의 어머니로서 완전무결한 그녀의 육신이 땅에 묻혀 썩지 않고, 영혼과 함께 천국으로 몽소승천하였다는 것이다.
테베의 히폴리투스는 마리아가 예수가 십자가에 못박혀 죽은 날로부터 11년이 지난 서기 41년에 선종하였다고 주장하였다.
7세기 기독교 성인이자 증거자 막시모가 집필한 《동정녀의 생애》는 현재 마리아의 생애를 기록한 문헌 가운데 가장 초기 문헌으로서, 예수 사후 초기 기독교의 중요한 역사적 자료 가운데 하나이다.
19세기에 독일의 아우구스티노회 수녀 안나 가타리나 엠머릭이 체험한 환시를 토대로 터키 에페소 인근에 한 오래된 가옥이 발견되었다. 이후 천주교회에서는 이 가옥이 마리아가 몽소승천하기 전까지 머물렀던 장소로 여기고 ‘동정 마리아의 집’이라고 부르고 있으며, 주요 순례지 가운데 하나로서 각광받고 있다. 요한 복음서에서는 예수가 사랑하는 제자라고 표현된 사도 요한이 마리아를 모시며 살았다고 전하고 있다. 이레네오와 카이사리아의 에우세비오 또한 요한이 나중에 에페소로 갔다는 기록을 남겼는데, 이는 마리아가 요한과 함께 에페소에서 살았다는 근거 자료가 되고 있다.

## 기독교의 신심

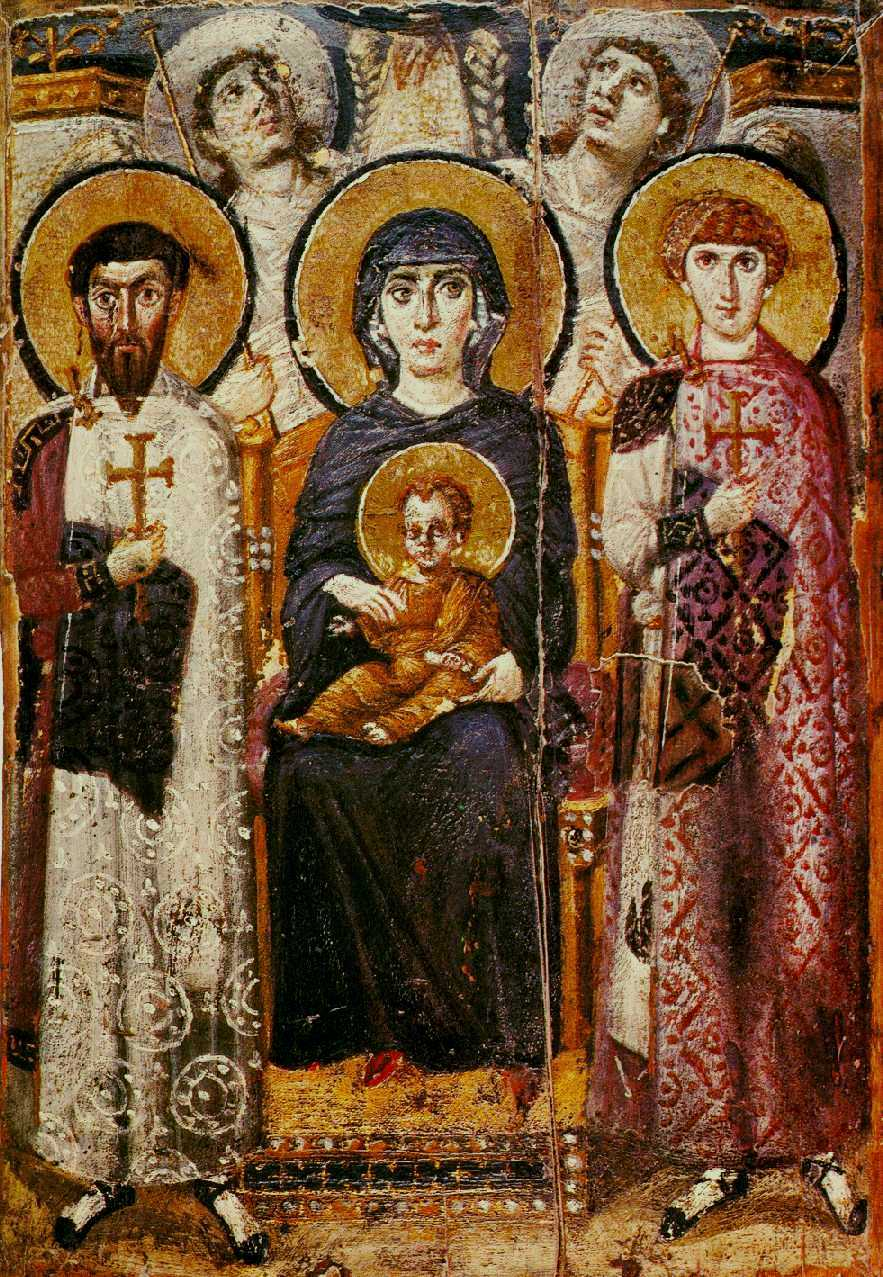
600년경 성녀 가타리나 수도원에 그려진 성모자와 천사들, 성 제오르지오, 성 테오도로의 이콘.

431년 에페소 공의회 이후 전례력상으로 마리아를 기념하는 체계가 자리잡기 시작하였다. 에페소 공의회는 약 100년 전에 마리아에게 봉헌된 에페소의 한 성당에서 소집되었다. 이집트에서는 마리아에 대한 신심이 3세기부터 시작되었으며, 알렉산드리아의 교부 오리게네스는 마리아를 가리켜 테오토코스라고 지칭하였다.
성모님께 보호를 청하는 기도(Sub tuum praesidium)와 같이 마리아에게 전구를 청하는 가장 오래된 기도문들은 그 역사가 3세기(약 270년경)까지 거슬러 올라가며, 1917년에 이집트에서 파피루스 형태로 남아있던 것이 재발견되었다. 313년 밀라노 칙령 이후 5세기부터 로마의 산타 마리아 마조레 대성전 등 마리아를 수호 성인으로 모시며 봉헌된 성당들이 증가하였으며, 마리아를 예술적으로 표현한 성화상들이 만들어졌다.
이후 수세기에 걸쳐 기독교 전통 안에서 마리아에 대한 신심과 공경은 다양화되었다. 정교회 신학자 세르게이 불가코프는 다음과 같은 글을 썼다. “복되신 동정 마리아를 사랑하고 공경하는 것은 정교회의 경건한 정신이다. 그리스도를 믿는다고 하면서 그분의 어머니를 공경하지 않는 것은, 정교회와 다른 신앙을 지닌 기독교이다.”
천주교회에서는 마리아가 그리스도에게 철저히 예속되어 있지만, 그녀가 세상의 다른 모든 피조물보다 더 높은 위치를 차지한다고 바라보고 있다. 동방 정교회 역시 이와 비슷하게 마리아가 하느님의 모든 창조물 가운데 가장 뛰어난 피조물이며 인류를 위해 끊임없이 중재하며 기도하는 존재로 보고 있다. 정교회 신학자 세르게이 불가코프는 다음과 같이 쓰고 있다. “우리는 마리아께 영광을 드리기는 하지만, 하느님께 바치는 경배를 드리지는 않는다.” 천주교회 역시 마리아를 공경할 뿐, 숭배하지는 않는다고 선을 그어놓고 있다. 천주교회에서는 특별히 마리아에게 드리는 공경을 하느님에게 드리는 흠숭지례보다는 낮지만, 다른 성인들에게 드리는 공경지례보다는 좀 더 높은 상경지례라고 표현하고 있다. 흠숭지례와 상경지례, 공경지례의 구분은 787년 제2차 니케아 공의회 때까지 거슬러 올라간다.
기독교 전통 속에서 마리아를 미술적으로 표현한 것들이 매우 다양하다. 보편교회 시절부터도 마리아를 주제로 삼은 미술은 오랜 전통을 갖고 있으며, 그 가운데서도 서방교회의‘성모자’(聖母子)라고도 불리는 마돈나는 특히 유서가 매우 깊다. 정교회 미술에서도 마리아를 묘사한 이콘이 가장 대표적으로 공경받고 있다는 것은 의심의 여지가 없다. 천주교회와 정교회 양측 모두 마리아상에 대한 공경을 허용하고 있다. 787년 제2차 니케아 공의회에서는 성화상 공경은 성화상 자체에 대한 공경이 아니며 그것을 통해 표현된 그리스도나 성인들 및 천사들에 대한 공경이기 때문에 우상 숭배가 아니라고 결론을 내렸으며, 842년 콘스탄티노폴리스 시노드에서도 이와 같은 입장을 재차 확인하였다. 그러나 정교회에서는 3차원 상본이나 성상이 아니라 오직 2차원의 성화인 이콘 앞에서만 기도하며 공경하고 있다.
마리아에 대한 성공회의 입장은 일반적으로 볼 때, 다른 개신교 교파들에 비해 상당히 유화적이다. 한 예로, 캔터베리 대주교 로원 윌리엄스는 자신의 저서에 마리아상 앞에서 기도하는 것에 대해 “우리가 그리스도를 향한 마리아를 바라보지 않는다면 마리아를 이해할 수 없을 뿐더러, 마리아에 대한 그리스도의 보살핌을 바라보지 않으면 그리스도를 이해할 수 없다.”라는 글을 쓴 바 있다.

### 호칭

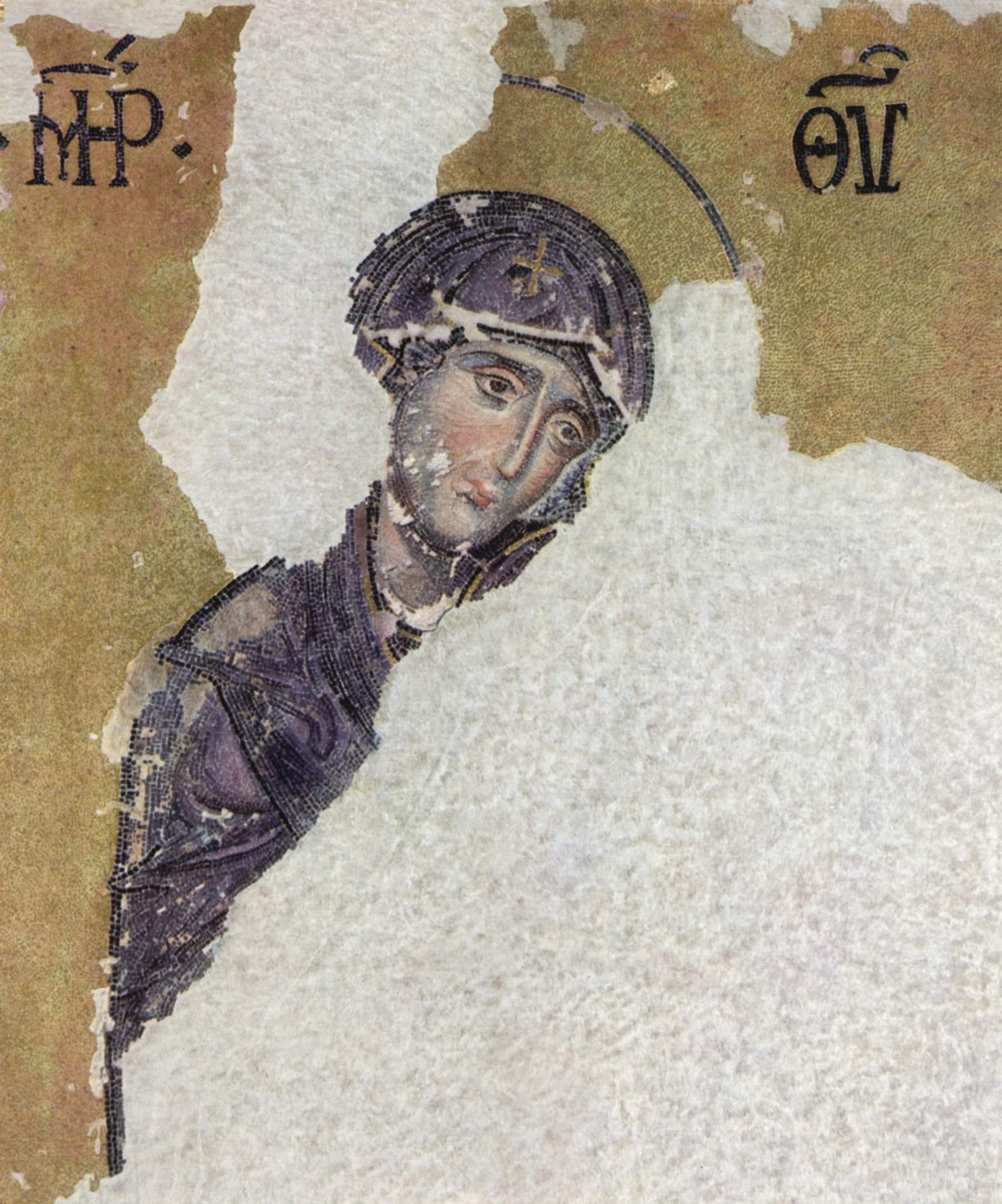
아야 소피아에 그려진 성모 마리아 이콘

기독교 전통에서는 마리아에 대한 공경심이나 전구를 요청하기 위해 표현된 여러 가지 호칭이 발견된다. 일반적으로 서방교회 지역에서 가장 대중적인 호칭들로는 ‘하느님의 어머니’(테오토코스), ‘복되신 동정 마리아’, ‘성모’ 또는 ‘귀부인’(Our Lady, Notre Dame, Nuestra Señora, Nossa Senhora, Madonna), ‘천상의 모후’(Regina Caeli) 등이 있다.
동방교회 전통을 지닌 동방 정교회와 오리엔탈 정교회, 성공회, 동방 천주교회 등에서는 마리아를 테오토코스(Theotokos)라고 부르는 경우가 많은데, 이 호칭은 431년 에페소 공의회에서 네스토리우스의 주장을 단죄하고 공인한 호칭이다. 라틴어로는 ‘Deipara’ 또는 ‘Dei genetrix’로 번역되는 이 호칭은 문자 그대로 번역하면 ‘하느님을 낳은 여인’이다. 서방 천주교회에서는 테오토코스와 같은 의미의 ‘하느님의 어머니’ 또는 ‘천주의 성모’(라틴어로는 Mater Dei)라는 호칭을 더 일반적으로 사용하고 있다. 하지만 이를 문자 그대로 번역한 그리스어 단어(Μήτηρ Θεοῦ)가 마리아를 그린 비잔티움 이콘에서도 등장하는데, 마리아의 좌우에 각각 ‘ΜΡ’(어머니)와 ‘ΘΥ’(하느님)라는 그리스어가 있는데, 이를 합치면 하느님의 어머니(Μήτηρ Θεοῦ)가 된다. 에페소 공의회에서 교부들은 “거룩하신 동정녀를 하느님의 어머니라고 부르는 데 주저하지 않았다.”라고 전해진다.
마리아에게 주어진 일부 호칭들은 성경에 기원을 두고 있다. 가령 ‘모후’라는 호칭은 예수 그리스도의 어머니로서의 마리아를 가리키는 호칭인데, 이는 예수가 다윗 왕의 후손으로서 이따금씩 ‘임금들의 임금’으로 불리는 것에서 비롯된 것이다. 루카 복음서 1장 32절과 이사야서 9장 6절을 보면 예수에게 다윗의 왕위가 주어졌다는 것을 알 수 있고, 열왕기 상권 2장 19-20절과 예레미야서 13장 18-19절을 보면 다윗 왕가에서는 왕의 어머니가 모후라고 불리며 존경을 받는 것이 나와 있다. 이것이 마리아에게 모후라는 호칭이 주어지는 근거가 된다. 그 밖에도 착한 의견의 성모, 항해사의 성모, 자비의 성모와 같이 사적 신심이나 보고된 기적 등에 의해 주어진 호칭들도 있다.
동방 정교회에서는 마리아에게 세 가지 호칭을 헌정하였는데, 하나는 하느님의 어머니라는 뜻의 테오토코스(Θεοτόκος)이며, 두 번째는 553년 제2차 콘스탄티노폴리스 공의회에서 선포된 ‘영원한 동정녀’(ἀειπαρθὲνος), 세 번째는 ‘지극히 거룩하신 분’(Παναγία)이다. 천주교교회에서는 마리아에게 수많은 호칭을 헌사하였는데, 이들 호칭은 수많은 예술 작품의 주제가 되곤 하였다. 가령 고통의 성모라는 호칭은 미켈란젤로의 피에타와 같은 걸작품을 탄생하는 계기가 되었다.

### 축일
마리아를 주제로 한 초창기 축일들은 예수의 탄생을 축하하는 축일에서 유래하여 발전하였다. 루카 복음서 2장 22-40절에 의하면, 예수가 탄생한 지 40일 후에 마리아는 유대인 율법에서 규정한 바에 따라 아기 예수를 성전으로 데리고 올라가 봉헌하였다. 이 사건을 기념하는 축일이 5세기에 비잔티움에서 ‘시메온 축일’이라는 이름으로 처음 지내게 되었으며, 오늘날 주님 봉헌 축일(성모 취결례)의 전신이 되었다.
7세기에서 8세기에 걸쳐 동방 교회에서는 성모 축일이 네 개 더 제정되었다. 서방 교회에서는 7세기에 이탈리아의 밀라노와 라벤나의 교회들이 크리스마스 전날을 성모 축일로 지낸 것이 시초다. 로마의 네 성모 축일인 성모 취결례 축일과 성모 영보 축일, 성모 승천 축일, 성모 탄생 축일은 11세기에 잉글랜드로 서서히 산발적으로 도입되었다. 시간이 흐르면서 지역별로 마리아와 관련된 축일의 숫자와 종류(그리고 이와 관련된 마리아의 호칭들), 신심 행사 등이 다르게 발전되어 갔다. 가령 승리의 성모 축일은 1571년 레판토 해전에서 교황령이 승리함으로써 생기게 되었다.
교리적 차이점 때문에 축일의 내용이 서로 달라지는 경우도 있었다. 대표적인 것이 마리아의 죽음 이후의 상황을 기념하는 축일이다. 천주교회에서는 마리아가 지상 생애를 마신 뒤에 영혼과 육신이 모두 하늘로 불려 올라갔다고 믿기 때문에 성모 승천 대축일이라는 이름으로 기념하지만, 동방 정교회에서는 마리아가 안식에 들었다고 표현하며, 교리화 하지 않고 교회에서 내려오는 전승으로 간직하고 있기 때문에 성모 안식 축일이라는 이름으로 기념하고 있다. 두 축일 모두 8월 15일이라는 같은 날짜에 기념하고 있다.
천주교회에서는 전통적으로 모든 성모 축일과 성모 신심 미사를 집전할 때에 마리아를 의미하는 하늘색 제의를 입는다.

### 르네상스 미술에서의 묘사
미술계에서 전통적으로 마리아를 상징하는 색상은 파랑이다. 이러한 전통은 보편교회 시절인 500년경 동로마 제국 시대까지 거슬러 올라가는데, 파란색은 동로마 제국에서 여제 및 황후를 의미하는 색상이었다. 푸른색을 사용하게 된 보다 실질적인 설명으로는 중세와 르네상스 시대에 유럽에서는 아프가니스탄에서 수입한 청금석이 금보다 더 가치가 높았으며, 이 돌을 통해서 파란색 색소를 얻었기 때문이라는 것이다. 당시 화가들은 마리아를 묘사하는 그림을 그릴 때 물감의 원료를 구하기 위한 재료로서 금이나 청금석을 구입했기 때문에 당초에 후원자들이 책정했던 비용 단가를 뛰어넘는 것이 부지기수였다. 즉 마리아가 파란색 옷을 입은 모습으로 묘사한 것은 마리아에 대한 깊은 공경과 찬미를 표현하기 위한 것이라고 볼 수 있다.

## 기독교의 교리

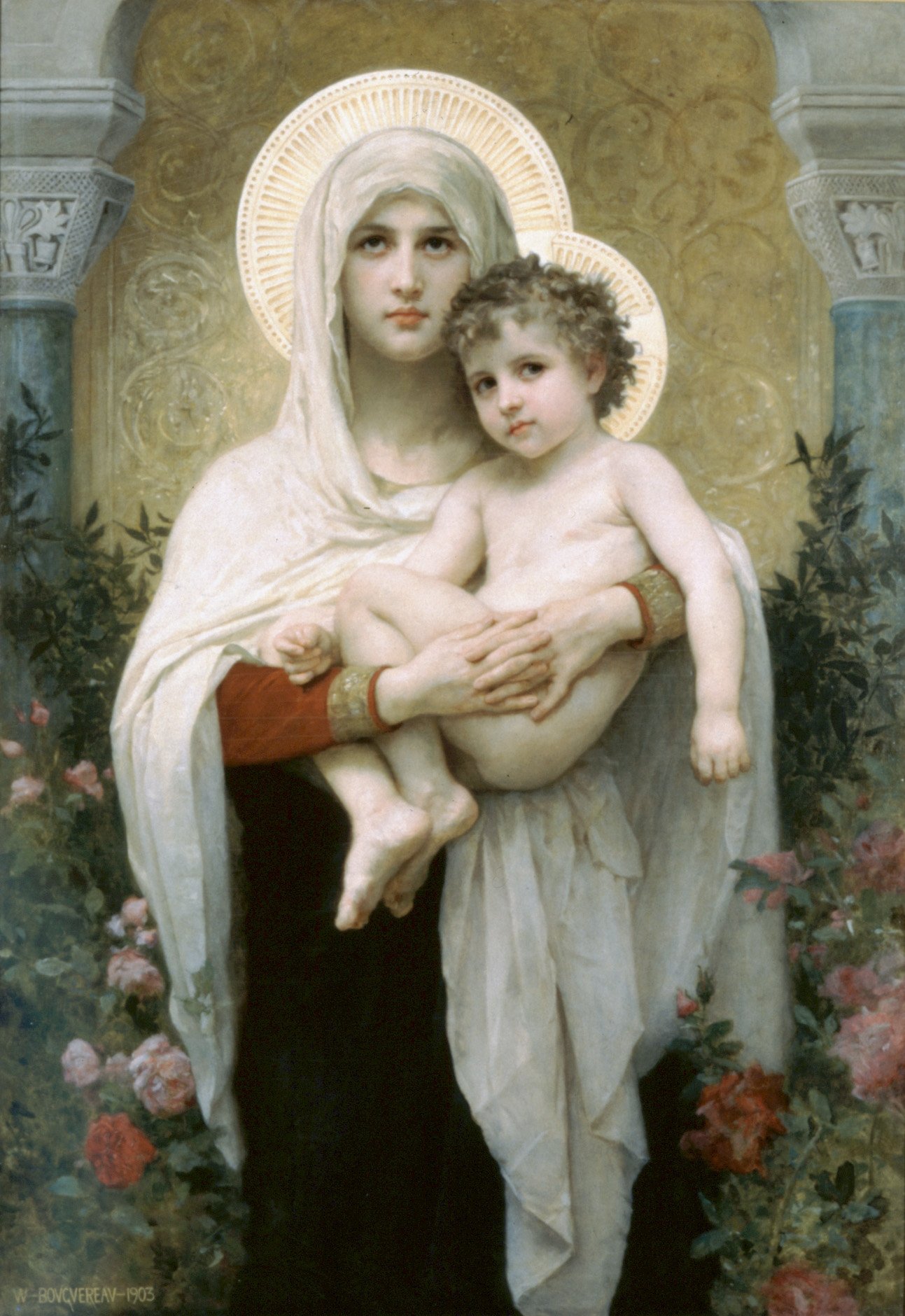
윌리암 아돌프 부그로의 장미의 성모

수많은 기독교 교파는 전통적으로 마리아를 공경해 왔으며, 이들이 믿고 가르치는 마리아와 관련된 핵심 교리들은 다음과 같이 요약할 수 있다.
- 동정녀 탄생: 마리아는 성령의 활동으로 동정의 몸으로 예수를 잉태하여 낳았다.
- 테오토코스[122]: 마리아는 성자 예수 그리스도의 어머니이다.
- 평생 동정성: 마리아는 예수를 낳기 전에도, 낳은 후에도 평생을 동정녀로 살았다.
- 원죄 없는 잉태: 마리아는 원죄 없이 잉태되어 태어났다.
- 안식 또는 몽소승천: 마리아는 안식에 들었거나 자연사 후 하느님의 은총으로 하늘에 들어올림을 받았다.
  - 동방 정교회에서는 성모 안식을, 천주교회에서는 성모 몽소승천 교리를 믿는다.

이와 같은 교리들을 받아들이는 기독교 교파들의 목록은 아래와 같다.
| 교리           | 교회 공인                                                       | 수용                                             |
| -------------- | --------------------------------------------------------------- | ------------------------------------------------ |
| 동정녀 탄생    | 제1차 니케아 공의회(325년)                                      | 천주교회, 동방 정교회, 개신교                    |
| 테오토코스     | 에페소 공의회(431년)                                            | 천주교회, 동방 정교회, 성공회, 루터교, 감리교 등 |
| 평생 동정녀    | 제2차 콘스탄티노폴리스 공의회(533년)                            | 천주교회, 동방 정교회, 일부 성공회, 일부 루터교  |
| 원죄 없는 잉태 | 회칙 《형언할 수 없는 하느님》(Ineffabilis Deus, 1854년)        | 천주교회, 일부 성공회                            |
| 성모 몽소승천  | 회칙 《지극히 관대하신 하느님》(Munificentissimus Deus, 1950년) | 천주교회, 일부 성공회                            |

마리아의 평생 동정은 그녀가 전 생애 동안 참으로 동정성을 조금도 잃지 않았다는 것을 의미한다. 이와 관련된 ‘평생 동정녀’ 혹은 ‘영원한 동정녀’(ἀειπάρθενος)라는 용어는 마리아가 예수를 낳기 전에도, 예수를 잉태한 후에도, 예수를 낳은 후 인생의 나머지에도 계속 동정녀로 머물러 있었다는 것을 의미한다. 이 교리는 동정녀 잉태 교리와도 연결된다.
테오토코스라는 호칭은 431년 마리아 성당에서 소집된 에페소 공의회에서 공인되었다. 공의회 교령은 마리아가 하느님의 어머니라고 규정하였는데, 그 이유는 그녀의 아들 예수가 신성과 인성을 하나의 본성으로 모두 지닌 하느님이면서 사람이기 때문이다. 이 교리는 일반적인 기독교파에서는 모두 폭넓게 수용하고 있으며, 마리아에게 전구를 청하는 가장 오래된 기도라고 할 수 있는 250년경 ‘성모님께 보호를 청하는 기도’(Sub tuum praesidium)에서도 마리아를 하느님의 어머니(Sancta Dei Genetrix)라고 일컫고 있다.
동정녀 탄생 역시 사실상 모든 기독교 교파에서 전폭적으로 수용하고 있는 교리이다. 이에 대해 사도신경과 같은 기독교의 신앙 고백에서는 예수가 "성령으로 인하여 동정녀 마리아에게 잉태되었다"고 말하고 있다. 마태오 복음서에서는 마리아를 통해 이사야서 7장 14절에 기록된 예언이 성취되었다고 서술하고 있다. 마태오 복음서의 저자와 루카 복음서의 저자는 마리아가 예수를 잉태하기 전에 남자와 어떠한 관계도 맺지 않은 정결한 몸이었다고 말하면서, 예수의 잉태가 남녀 간의 성관계로 인한 것이 아니라는 점을 밝히고 있다. 이것은 마리아가 예수를 잉태한 것은 요셉이나 기타 다른 남자와의 관계에 의한 것이 아니라, 성령의 힘으로 된 것이라는 것을 의미하는 것이다.
마리아의 원죄 없는 잉태는 1854년 천주교에서 교황 비오 9세에 의해 교의로 선언된 것으로서, 마리아가 그 어머니의 태중에 잉태된 첫 순간부터 인류의 구세주인 예수 그리스도의 공로와 하느님의 유일무이한 은총의 특전으로 원죄에 조금도 물들지 않고 순수하게 보전되었다는 내용이다. 라틴 전례 천주교회에서는 전례력으로 12월 8일을 원죄 없이 잉태되신 동정 마리아 대축일로 지내고 있다. 동방 정교회에서는 마리아가 원죄 없이 잉태되었다는 교의를 부정하고 있는데, 그 이유는 원죄에 대한 이해가 천주교회와는 다르기 때문이다.
마리아의 몽소승천 또는 안식 교리는 그녀의 죽음과 이후 그녀의 육신과 영혼이 온전히 천국으로 올라갔다는 믿음과 관련이 있다. 천주교회의 성모 승천은 마리아가 지상에서의 생애를 마친 후에 육신과 영혼이 모두 천국으로 들어올림을 받았다는 내용으로서 교의로 선포된 것이지만, 동방 정교회에서 믿는 성모 안식은 마리아가 사도들에게 둘러싸인 채 깊이 영면에 들었다는 점에서 차이가 있다.

## 이슬람교에서의 마리아(예수의 어머니)
마리암 (수라) 참고.

## 같이 보기
- 마돈나 (미술)
- 마리아론
- 성모 발현
- 성모 호칭 기도